# Конституционный референдум в Замбии (2016)
Конституционный референдум в Замбии проходил 11 августа 2016 года одновременно со всеобщими выборами для снижения стоимости референдума. Референдум должен был утвердить билль о правах и Статью 79, которая должна определять процесс для будущих конституционных поправок.
Хотя 71 % избирателей высказался за утверждение поправок, явка составила только 44 %, что ниже 50 % необходимых для того, чтобы референдум считался состоявшимся.

## Избирательная система
Для того, чтобы референдум считался действительным, большинство должно проголосовать «За», а явка должна составить по крайней мере 50 % от числа зарегистрированных избирателей. На предыдущих всеобщих выборах явка была низкой, и эксперты опасались, что из-за различий в правилах для референдумов и выборов, их одновременное проведение может вызвать путаницу. В результате это станет напрасными затратами.

## Результаты
| Выбор                               | Голоса    | %     |
| ----------------------------------- | --------- | ----- |
| «За»                                | 1 852 559 | 71,09 |
| «Против»                            | 753 549   | 28,91 |
| Недействительных/пустых бюллетеней  | 739 363   | −     |
| Всего                               | 3 345 471 | 100   |
| Зарегистрированных избирателей/Явка | 7 528 091 | 44,44 |
| Источник: ECZ                       |           |       |